# マーヤ (バンド)
マーヤ（Mahya）は、日本出身のロックバンド。Odd Rockを志向したハードロックグループの一つで、代表曲に「チキンスープ」などがある。1996年に結成され、2020年初頭に解散。

## 概要
マーヤ（Mahya）は、大谷昌功　明田川満　デイヴ・カワムラからなるトリオ編成の日本のロックバンド。当初はアメリカン・ハードロックバンドとしてスタートするが、徐々にブリティシュ的色合いを見せ始め、 更には民族音楽やジャズ的な要素を取り込む。 2000年代には、室内楽的現代音楽の手法をロックに取り入れ他に類を見ない楽曲演奏を繰り広げる。また、ロックでは珍しいオンド・マルトノや微分音オルガン、たくさんの打楽器群をフィーチャーしたりメロトロンなどのヴィンテージ・キーボードを駆使し作品を手がける。音響的効果にもこだわり生々しいサウンドを基本とする。

## 評価
風変わりなその楽曲は一般的には理解されず万人受けしなかった。 しかしその凝りに凝ったこだわりの作風でマニア・玄人受けし少数だが熱狂的なファンが存在する。

## 活動歴
- 1996年11月 - 初ライヴを東京原宿で開催。
- 1998年4月 - 東京 日比谷公園 野音小ホールにてライヴ。
- 2006年8月 - オンド・マルトノ　フィーチャーライヴ。
- 2008年6月 - メロトロン　フィーチャーライヴ。
- 2009年2月 - 10数台のアナログ・シンセサイザー フィーチャーライヴ。
- 2009年11月 - 岐阜県のスタジオ・ローズにて、市橋若菜（オンド・マルトノ）とレコーディング。
- 2011年10月 - 微分音オルガンの冷水ひとみとセッション。
- 2014年

1月 - 神戸 チキン・ジョージにてライヴ。
5月 - 東京 BlueMoodにて 原田節、冷水ひとみ　タマオ、今井研二をゲストにライヴ開催。
6月 - 名古屋 エレクトリック・レディー・ランド　ell-sizeにてライヴ。
10月 - 札幌 Duce プログレ・フェスにてライヴ。
12月 - オンド・マルトノ奏者の原田節と「大具足虫」セッション。
- 2015年1月 - ラジオ インターFM Oh!Boy 3週連続出演。
- 2017年8月 - 名古屋 エレクトリック・レディー・ランド　ell-sizeにてライヴ。
- 2018年

9月 - 名古屋 エレクトリック・レディー・ランド ell-sizeにてライヴ。
10月 - 東京にてモーガン・フィッシャー、原田節、イワノフ、ムスタファ牧野、今井研二をゲストに、アナログ・シンセサイザー＆ヴィンテージ・キーボード30数台のフィーチャーライヴ。
- 2019年

8月 - 名古屋 エレクトリック・レディー・ランド　ell-sizeにてライヴ。
9月 - 名古屋 KDハポン、元なぞなぞ商会の遠藤豆千代　紫狂乱、武田理沙と共演ライヴ。
11月 - 京都 ザッパロウィン2019にてライヴ。大山甲日トークショー出演。
12月 - メンバーの明田川満が急病で死去。
- 2020年

1月 - 残されたメンバー大谷昌功とデイヴ・カワムラの2人でラスト・ライヴを東京 シルヴァー・エレファントにて開催。

## メンバー
- デイヴ・カワムラ (Vo、G、Keyb、打楽器、他弦楽器)
- 明田川満 (B)
- 大谷昌功 (Drs、打楽器、管楽器)

## ディスコグラフィ

### スタジオ・アルバム
- 『2 シンボルズ』 - 2 Symbols （1996年）
- 『3 シンボルズ』 - 3 Symbols （1997年）
- 『サード』 - Third (2CD) （1999年）
- 『サニタリック・マタニティーズ』 - Their SANITARIC MATERNITIES Request （2013年）[1]
- 『アニマルマスク acts 1&2』 - Animalmask acts 1&2 (2CD) （2020年）[2]

### ライブ・アルバム
- 『ライヴ・イン 東京 2014』 - Live in Tokyo 2014 (CD+DVD) （2014年）[3]